# یواس‌اس پلیموث (۱۸۶۷)
یواس‌اس پلیموث (۱۸۶۷) (به انگلیسی: USS Plymouth (1867)) یک کشتی بود که طول آن ۲۵۰ فوت ۶ اینچ (۷۶٫۳۵ متر) بود. این کشتی در سال ۱۸۶۸ ساخته شد.